# Music of Mass Destruction
Music of Mass Destruction – druga koncertowa płyta długogrająca amerykańskiego zespołu thrashmetalowego Anthrax. Płyta ukazała się w 2004 w formie CD i DVD, a koncert zarejestrowano w dniach 5–6 grudnia 2003 w Chicago Metro.

## Lista utworów
Dysk 1 (CD)
1. „What Doesn’t Die” – 5:27
2. „Got the Time” – 3:25
3. „Caught in a Mosh” – 5:28
4. „Safe Home” – 5:37
5. „Room For One More” – 5:53
6. „Antisocial” – 4:51
7. „Nobody Knows Anything” – 4:04
8. „Fueled” – 4:26
9. „Inside Out” – 5:47
10. „Refuse to be Denied” – 5:11
11. „I Am the Law” – 6:10
12. „Only” – 5:28

Dysk 2 (DVD)
1. „What Doesn’t Die” – 4:37
2. „Got the Time” – 3:18
3. „Caught in a Mosh” – 5:28
4. „Safe Home” – 5:36
5. „Room For One More” – 5:53
6. „Antisocial” – 4:51
7. „Nobody Knows Anything” – 4:04
8. „Belly of the Beast” – 4:26
9. „Inside Out” – 5:47
10. „Refuse To Be Denied” – 5:07
11. „604” – 0:35
12. „I Am the Law” – 6:09
13. „Only” – 5:28
14. „Be All, End All” – 7:10
15. „Indians” – 7:39
16. „Bring the Noise” – 7:11
17. „Fueled” (utwór dodatkowy) – 4:32
18. „Metal Thrashing Mad” (utwór dodatkowy) – 2:50

## Skład zespołu
- John Bush – wokal
- Rob Caggiano – gitara prowadząca
- Scott Ian – gitara rytmiczna, wokal
- Frank Bello – gitara basowa, wokal
- Charlie Benante – perkusja, gitara